# اژدها در اساطیر یونان
اژدها یا دراگون نقش مهمی در اساطیر یونان دارد. اگرچه دراکو یونانی با مفهوم دراگون در غرب مدرن متفاوت است، اما هم ریشه لغوی اصطلاح مدرن و هم منبع بسیاری از اسطوره‌ها و افسانه‌های هند و اروپایی باقی‌مانده درباره اژدها است.

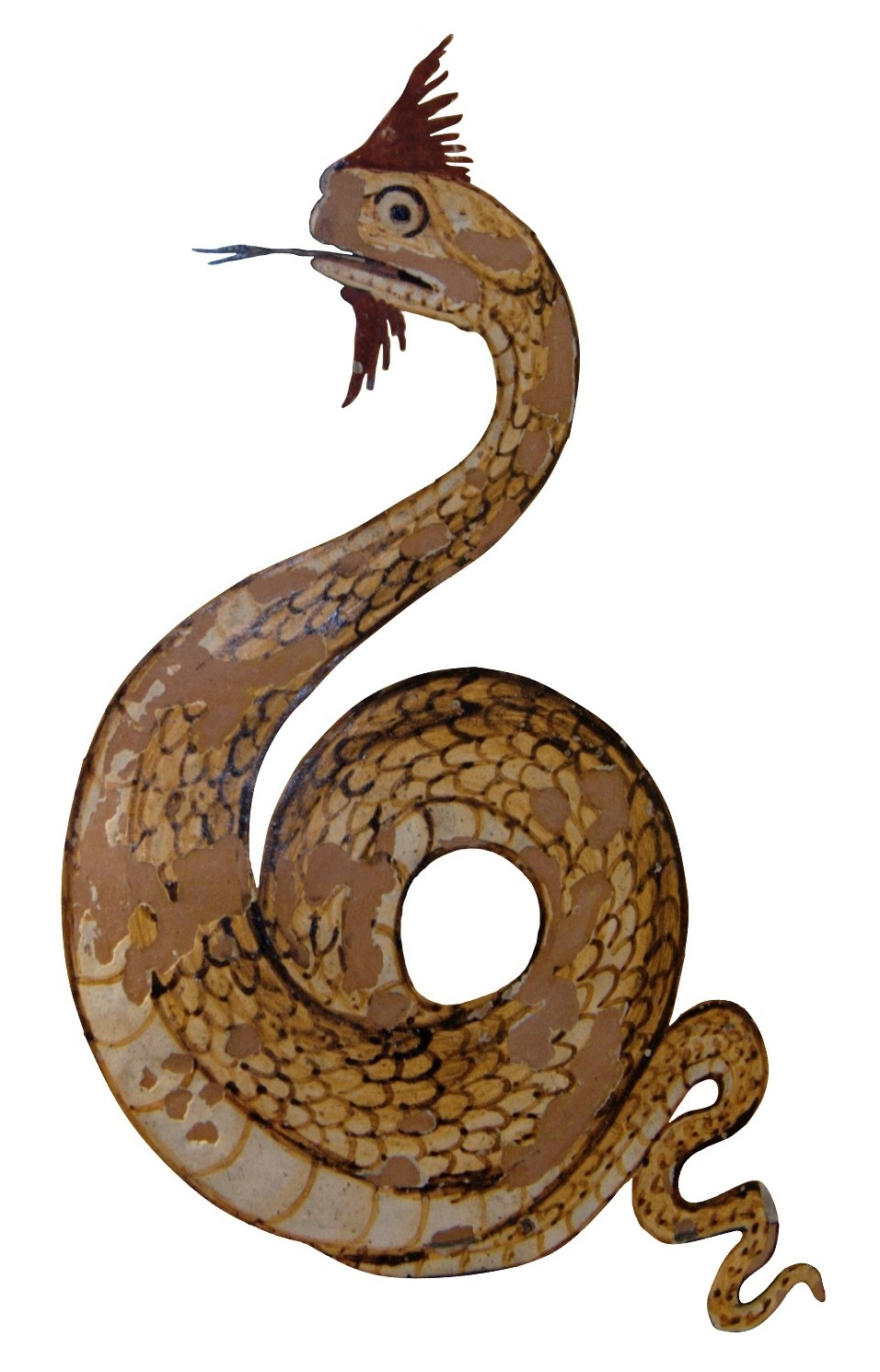
تصویر اژدهای ایسمنی از یک کاسه سفالی قرمز رنگ که حدود ۳۵۰–۳۴۰ پیش از میلاد، در سنت آگاتا د گوتی (کامپانیا) یافت شده است،

کلمه دراگون از کلمه یونانی δράκων (drakōn) و ریشه لاتین آن draco گرفته شده است. یونانیان باستان این اصطلاح را برای مارهای بزرگ و جمع‌شونده به‌کار می‌بردند. دراکُن یونانی بسیار بیشتر از اژدهای غربی مدرن آب دهان یا نفس سمی‌تری داشت، و نفس آتشین نیز در چند اسطوره آمده است. همچنین دراکاینا، که شکل خاص ماده یا «اژدهای ماده» است نیز در اسطوره‌ها وجود دارد. دراکاینا گاهی اوقات متفاوت از دراکن‌های مرد یا بی‌جنسیت رایج‌تر هستند، که اغلب با جفت‌گیری با یک قهرمان یا جده یک دودمان مهم زنده می‌مانند.

## فهرست اژدهایان

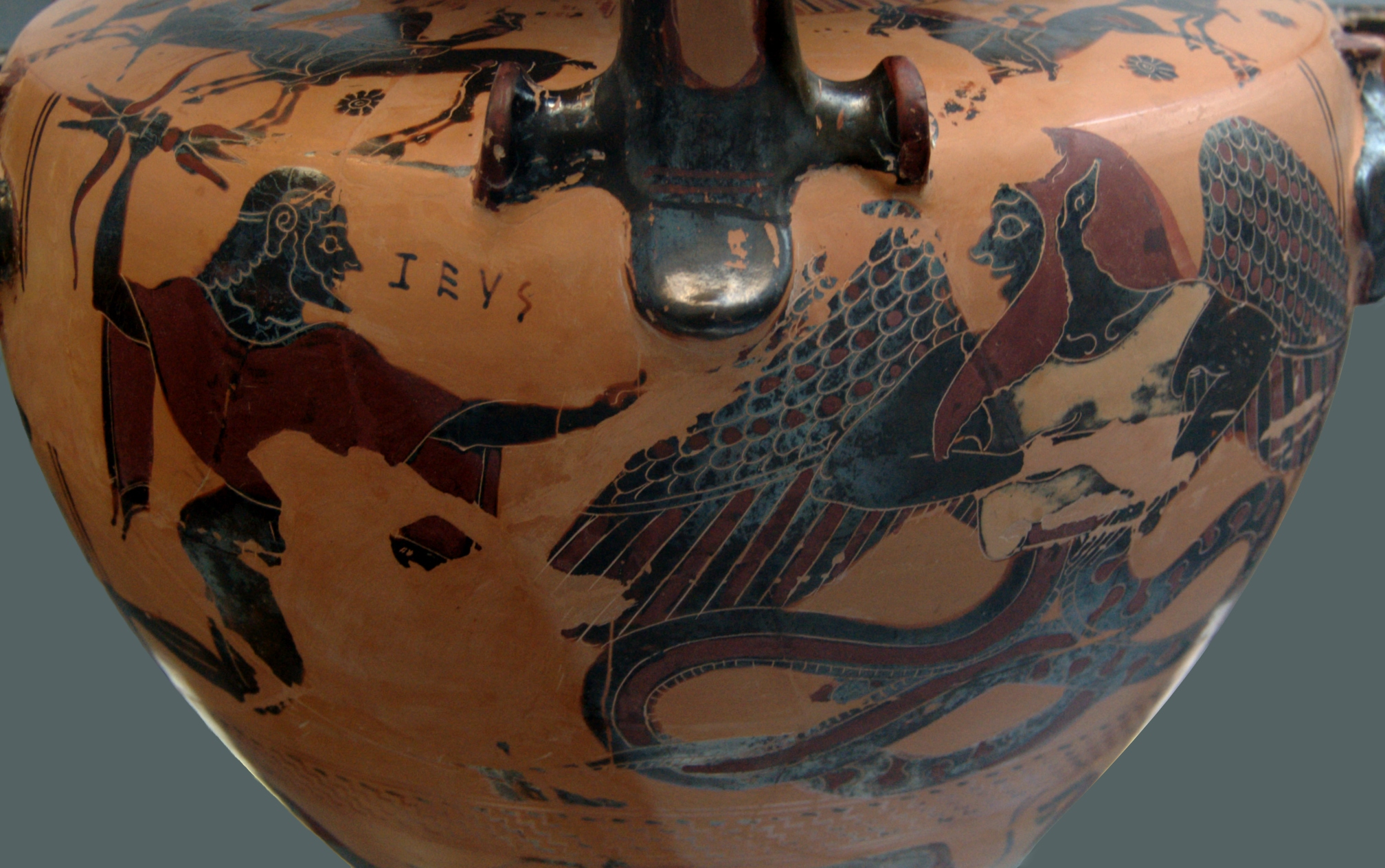
زئوس صاعقه خود را به سمت یک تایفون بال‌دار و مارپا نشانه گرفته است. هیدریای سیاه‌پیکر خالکیس (حدود ۴۵۰–۵۳۰ پیش از میلاد)

### تایفون
تایفون هیولای ترسناکی در اساطیر یونان و آخرین پسر گایا بود. او از کمر به بالا به شکل انسان، از پایین به بالا به شکل مار و تقریباً به اندازه یک کوه تصور می‌شود. او به همراه جفتش اکیدنا، پدر هیولاهای زیادی شد. بعدها تلاش کرد تا زئوس را سرنگون کند و عنوان فرمانروای کیهان را از آن خود کند. زئوس برای شکست دادن او سنگ بزرگی را به سمتش پرتاب کرد. تایفون یک اژدهای خزنده با پا و بال است و از دهان و چشمانش آتش بیرون می‌دهد.

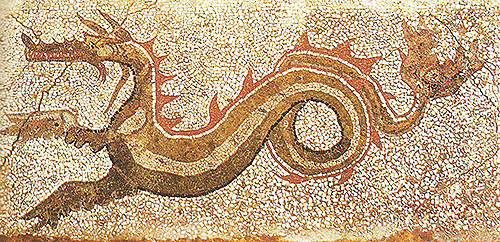
موزاییک قرن سوم پیش از میلاد از کاولون (مگنا گراسیا، جنوب ایتالیا)

### لادون
لادون، دراکون مارمانندی بود که دور درخت باغ هسپریدس می‌پیچید و از سیب زرین محافظت می‌کرد. همچنین گفته می‌شود که لادون تا صد سر داشته است. او مغلوب هرکول شد و احتمالاً توسط او کشته شد. پس از چند سال، آرگونات‌ها در سفر بازگشت خود از کولخیس در آن سوی جهان، از همان نقطه عبور کردند و سوگواری ایگل، یکی از هسپریدها را شنیدند و لادونِ لرزان را دیدند ( آرگوناتیکا، کتاب چهارم). این موجود با صورت فلکی اژدها مرتبط است. برای لادون چندین نسب‌نامه در نظر گرفته شد که هر کدام او را در سطح باستانی اسطوره‌های یونانی قرار می‌دادند: فرزند «ستو»، که عاشق فورسیس شده بود (هزیود، تئوگونیا ۳۳۳) یا فرزند تایفون، که خود از کمر به پایین مارمانند بود، و اکیدنا (شبه آپولودوروس ۲.۱۱۳؛ هیگینوس، مقدمه‌ای بر فابولای) یا فرزند خود گایا، یا در تجلی هرا.

### هیدرا لرنایی
هیدرا لرنایی، مار آبی اژدهامانندی با نفس، خون و دندان‌های نیش بسیار سمی و کشنده بود که دختر تایفون و اکیدنا محسوب می‌شد. گفته می‌شود این موجود بین پنج تا صد سر داشته است، اگرچه بیشتر منابع این تعداد را بین هفت تا نه سر می‌دانند. به ازای هر سری که بریده می‌شد، یک یا دو سر دیگر به‌جای آن رشد می‌کرد. این موجود سری جاودانه داشت که پس از قطع شدن، زنده می‌ماند. برخی روایت‌ها ادعا می‌کنند که سر جاودانه از طلا ساخته شده بود. این موجود در باتلاقی نزدیک لرنا زندگی می‌کرد و اغلب مردم شهر را وحشت‌زده می‌کرد تا این‌که توسط هرکول کشته شد. هرکول با کمک برادرزاده‌اش، یولائوس، سرها را از بدنش جدا کرد. یولائوس سپس کنده تراوش‌شده را با آتش مشتعل سوزاند تا از رشد سرهای جدید جلوگیری کند. این دومین خوان از دوازده خوان هرکول بود. هرا خرچنگ غول‌پیکری را فرستاد تا حواس هرکول را پرت کند، اما او خرچنگ را زیر پایش له کرد. سپس هرا آن را در آسمان‌ها به‌عنوان صورت فلکی سرطان قرار داد. هرکول پس از کشتن مار، سر جاودانه او را زیر سنگی دفن کرد و تیرهای خود را در خونش فرو برد تا برای دشمنانش کشنده باشند. در یک روایت، تیرهای مسموم در نهایت باعث نابودی سانتور کیرون شدند که در آسمان‌ها به صورت صورت فلکی قنطورس قرار داشت. در روایتی دیگر، او هرگز نمی‌توانست از این تیرها استفاده کند، زیرا می‌ترسید سم در زمین پخش شود و آب و محصولات کشاورزی را مسموم کند.

### پایتون یا پایتون و دلفین
در اساطیر یونانی، پایتون اژدهای زمینی دلفی بود که همیشه در نقاشی‌های گلدان و توسط مجسمه‌سازان به شکل مار نشان داده می‌شد. اسطوره‌های مختلف، پایتون را به صورت نر یا ماده نشان می‌دادند. پایتون دشمن زیرزمینی آپولون بود، که او را کشت و خانه سابقش را بازسازی کرد. در برخی اسطوره‌ها، اژدها دلفین نام داشت. دلفین اغلب به‌عنوان موجودی نیمه‌دختر و نیمه‌مار تصویر می‌شد.
روایت‌های مختلفی از تولد و مرگ پایتون به دست آپولون وجود دارد. در قدیمی‌ترین اثر، سرود هومری برای آپولون، جزئیات کمی در مورد نبرد آپولون با مار یا نسب آن ارائه شده است. روایتی که توسط هیگینوس نقل شده است، می‌گوید وقتی زئوس با الهه لتو همبستر شد و لتو قرار بود آرتمیس و آپولو را نجات دهد، هرا پایتون را فرستاد تا او را در سراسر سرزمین‌ها تعقیب کند، بهطوری‌که هر جا خورشید می‌تابد، نتواند او را نجات دهد. بنابراین، وقتی نوزاد بزرگ شد، او پایتون را تعقیب کرد و مستقیماً به سمت کوه پارناسوس، جایی که مار در آن زندگی می‌کرد رفت و او را تا معبد گایا در دلفی تعقیب کرد و جرأت کرد تا به محوطه مقدس نفوذ کند و او را با تیرهای خود در کنار شکاف سنگی که کاهنه بر روی سه پایه خود نشسته بود، بکشد. کاهن وخشور در دلفی به نام پیتیا شناخته شد، که برگرفته از نام مکانی به نام پیتو بود، که به دلیل پوسیدن جسد مار پس از کشته شدنش نام‌گذاری شده بود.

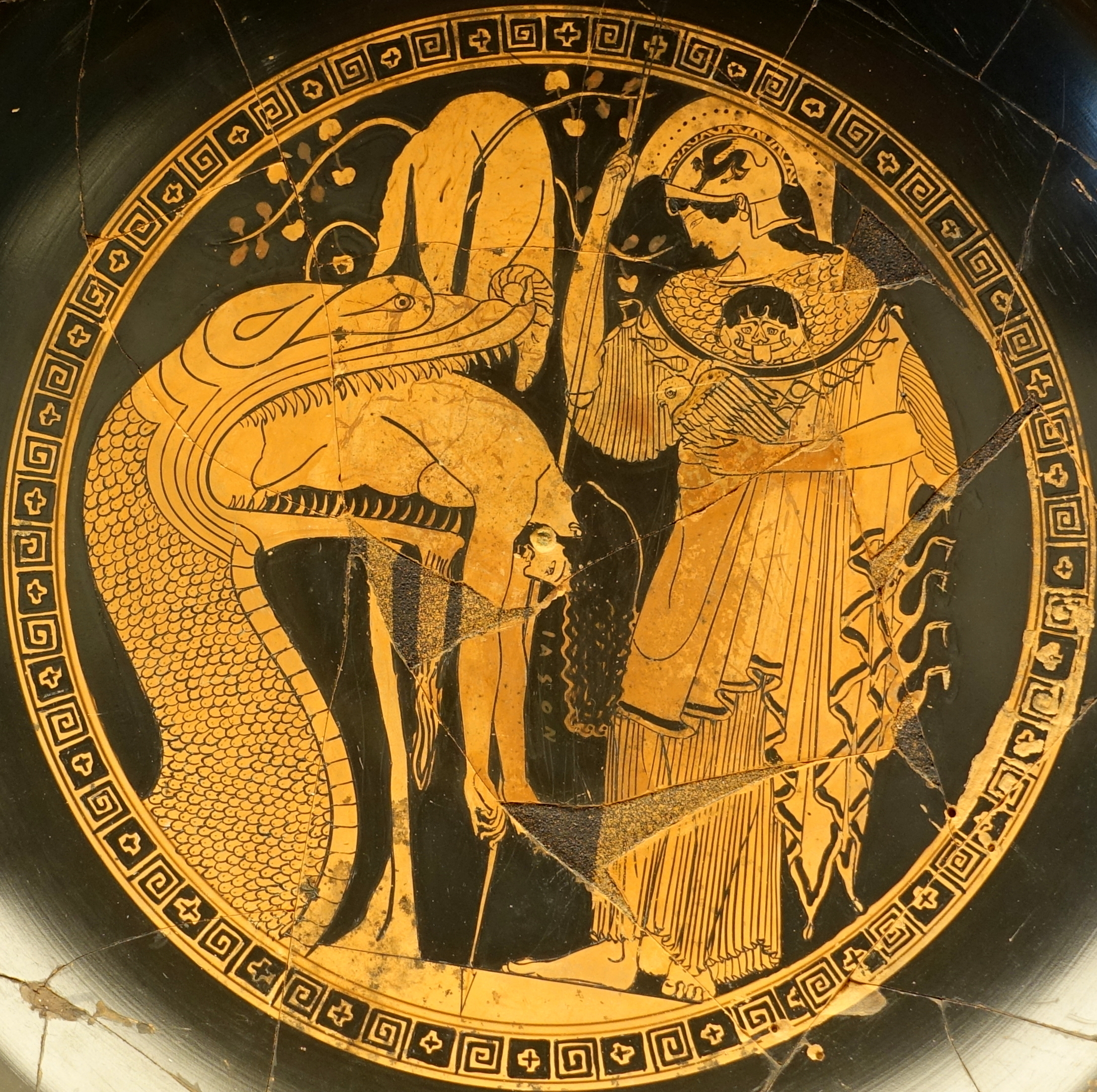
اژدهایی که از پشم زرین محافظت می‌کند، جیسون را می‌بلعد و آتنا به کمکش می‌آید. سبوی دسته‌دار قرمز-شکل اتاق زیر شیروانی، ۴۸۰-۴۷۰ پیش از میلاد

### اژدهای کلخسی
معروف به اژدهای کلخیس یا اژدهای کولخی (یونانی: Δρακων Κολχικος، دراکون کولخیکوس)، این مار عظیم فرزند تایفون و اکیدنا، از پشم زرین در کولخیس محافظت می‌کرد. گفته می‌شد که هرگز نمی‌خوابد، استراحت نمی‌کند و هوشیاری‌اش کم نمی‌شود. به گفته اووید، این هیولا یک تاج و سه زبان داشت. وقتی یاسون برای پس گرفتن پشم رفت، مده‌آ اژدها را با جادو و داروهایش به خواب برد، یا شاید اورفئوس با چنگ خود آن را به خواب برد. پس از آن مده‌آ اژدهایان را واداشت تا ارابه‌اش را بکشند.

### اژدهای ایسمنیایی:
مار ایسمنیایی از چشمه ایسمنه، در تبای یونان و توسط کادموس کشته شد. او فرزند آرس بود که بعدها کادموس را به مار تبدیل کرد.

### اژدهایان هلیوس
به گفته آپولودوروس، خدای خورشید هلیوس ارابه‌ای داشت که توسط «اژدهای بال‌دار» کشیده می‌شد و آن را به نوه‌اش مده‌آ داد.

### دراسنای سکایی
او از کمر به بالا زنی بود که به جای پا، دم مار داشت. وقتی هرکول با گله‌های گرئون از سکاها عبور می‌کرد، وقتی خواب بود مقداری از گله را دزدید. وقتی هرکول از خواب بیدار شد، به دنبال آن‌ها گشت و به هر گوشه سر زد و به سرزمینی به نام هیلایا (یونانی: Ὑλαίην) رسید و در آن‌جا موجودی را در غاری یافت که ملکه آن کشور بود. او قبل از این‌که آن‌ها را برگرداند، اصرار کرد که قهرمان با او جفت شود. او این کار را کرد و از طریق او جد یک سلسله باستانی از پادشاهان سکاها شد. ممکن است با اکیدنا یکی بوده باشد.

### اژدهای جایجنتوماکیان
اژدهایی که در جریان جنگ گیگانت‌ها به سمت آتنا فرستاده شد. آتنا او را به آسمان پرتاب کرد و در آن‌جا به صورت فلکی اژدها تبدیل شد.

### اژدهایان تروجان
دو مار دریایی عظیم از تندوس که توسط خدایان مختلف فرستاده شده بودند تا لائوکوئون و پسرانش را بکشند و او را از گفتن به مردمش مبنی بر این‌که اسب چوبی یک تله است، بازدارند.